# Sunwing Airlines
Pour les articles homonymes, voir Sunwing.
Vivez la différence
Sunwing Airlines Inc. était une compagnie aérienne dont le siège social est situé à Etobicoke, Toronto et qui offrait des services de vols réguliers et nolisés vers le Canada, le Mexique, les Caraïbes, et les États-Unis. Un bureau de Sunwing Airlines se trouvait également à Montréal, soit à Ville Saint-Laurent, tout près de l'aéroport Montréal-Trudeau. Sa compagnie sœur est Vacances Sunwing.
L'aéroport international Pierre-Elliott-Trudeau de Montréal et l'aéroport international Pearson de Toronto étaient les principales bases d'opération de la compagnie. Sunwing était également présente à l'aéroport international de Vancouver, l'aéroport international de Calgary ainsi qu'à l'aéroport international Jean-Lesage de Québec. 
Après une acquisition par le groupe WestJet en mai 2023, l'activité de la compagnie est intégrée au sein du groupe en 2025 et le 28 mai 2025 aura été la dernière journée d'exploitation et la marque Sunwing Airlines disparaît

## Historique

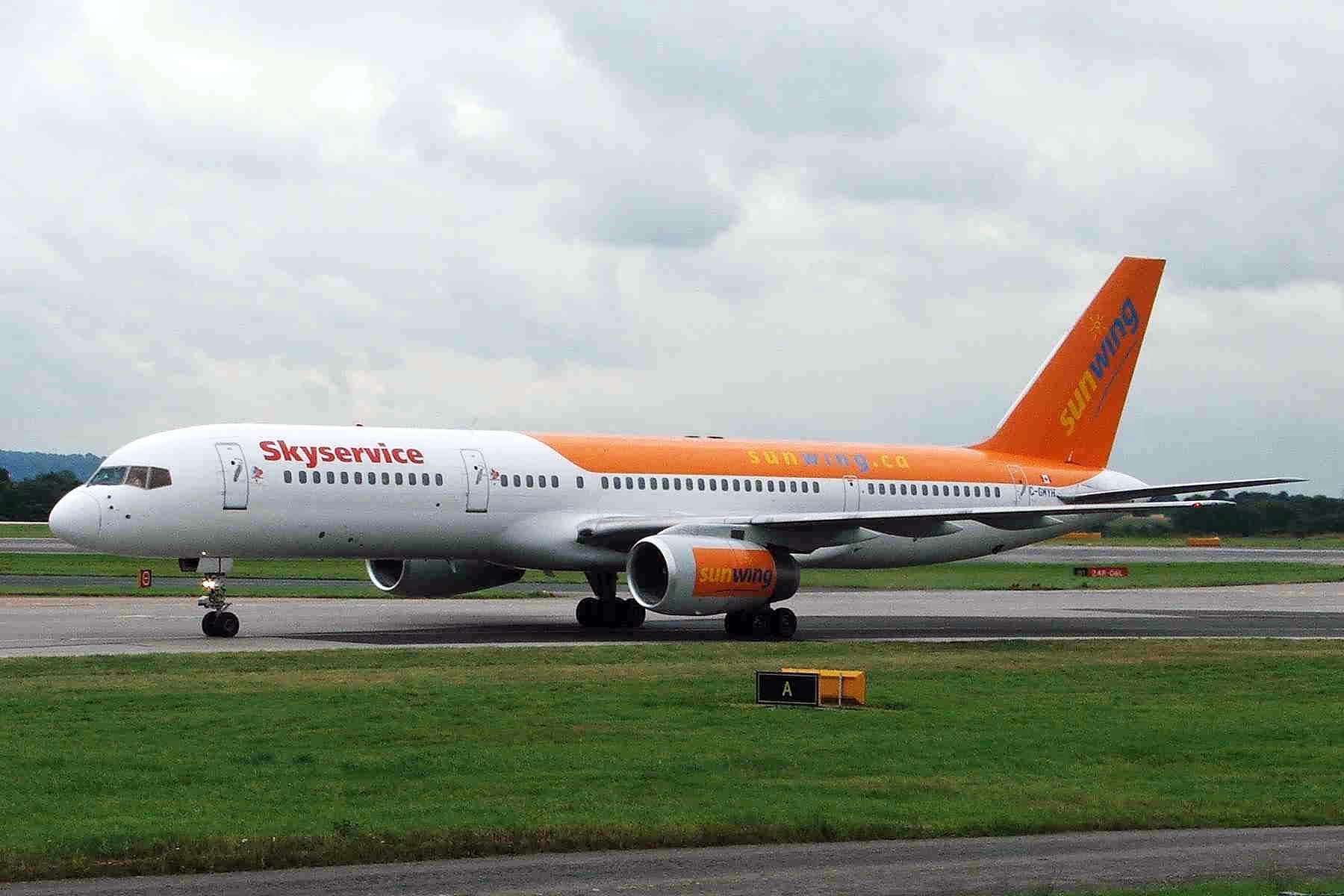
Un Boeing 757-200 au couleurs de Skyservice et Sunwing en août 2005

Sunwing Airlines est né du désir du grossiste de voyages Vacances Sunwing de créer sa propre compagnie aérienne pour transporter ses voyageurs. Ce sont d'anciens dirigeants de Canada 3000 qui ont fondé la compagnie en novembre 2005. Depuis, Sunwing Airlines exploite une flotte de Boeing 737-800 de nouvelle génération, tous équipés de 189 sièges de cuir
Le principal grossiste en voyages du transporteur aérien canadien est Vacances Sunwing. En 2009, sa société-mère, Groupe de Voyage Sunwing, a créé une entreprise stratégique avec le groupe TUI Group. Ainsi, un deuxième grossiste majeur s'est ajouté au transporteur, soit Vacances Signature.
Au cours de l'hiver 2013-2014, Sunwing Airlines a exploité un parc aérien de 32 appareils Boeing 737-800. Au-delà de son activité hivernale, la compagnie a offert des départs vers des destinations soleil à partir d'aéroports régionaux au Québec et en Ontario.
Le 30 décembre 2021, lors d'un vol charter de la compagnie Sunwing à destination de Cancun, un groupe d'influenceurs québécois ont organisé une fête à bord de ce vol de la compagnie canadienne. Plusieurs vidéos de l'incident ont été dévoilés où l'on peut voir une centaine de jeunes adultes fumer de la cigarette électronique alors que l'avion est en vol, on voit aussi d'autres passagers qui boivent de l'alcool qu'ils ont apportés illégalement à bord de l'appareil. Il est également possible de voir la centaine de passagers danser sans masque et sans aucun respect des règles sanitaires en vigueur au moment de l'événement alors que la pandémie de Covid-19 frappait très fort dans la population mondiale. La situation était tellement incontrôlable que les agentes de bord ont dû se réfugier à l'arrière de l'appareil. Lorsque l'événement a été rendu public, le voyagiste a décidé d'annuler le vol retour du groupe de fêtards. Air Canada ainsi que Air Transat ont fait de même et ils ont eux aussi refusé de les ramener à bord de leurs appareils.
En mars 2022, WestJet Airlines annonce faire l'acquisition de Sunwing.
Le 26 avril 2023, le vol WG 307 (Boeing 737-800 C-FFPH), assurant un vol entre l'aéroport de Santa Clara à Cuba (SNU) et l'aéroport Montreal Trudeau au Québec (YUL), subit une défaillance sur le train d'atterrissage lors du départ de Santa Clara : un pneu éclate sur le train d'atterrissage, projetant des débris qui endommagent la conduite hydraulique qui contrôle l'entrée et la sortie du train d'atterrissage. L'avion a atterri sans autre dommages ni blessés à l'aéroport Juan Gualberto Gómez de Varadero (VRA).

## Flotte
La flotte de Sunwing se compose de 26 appareils le 13 décembre 2021.
| Appareils        | Total | Commande | Nombre de sièges |
| ---------------- | ----- | -------- | ---------------- |
| Boeing 737-800   | 20    | -        | 189              |
| Boeing 737 MAX 8 | 6     | -        | 189              |
| TOTAL            | 26    | 0        | -                |

Sunwing Airlines exploite des Boeing 737-800 est équipé de « winglets » et de 189 sièges en cuir selon une configuration à haute densité de la classe économique. De plus, certains sièges bénéficient d'un plus grand espace pour les jambes (Classe Élite Plus). Au cours de l'hiver 2019-2020, Sunwing Airlines exploite un parc aérien de 34 appareils Boeing 737-800. Exploitant une dizaine d'appareils leur appartenant (achetés ou loués) puis une vingtaine d'appareils sous contrat de location, Sunwing transporte des milliers de passagers annuellement vers les « destinations soleils ».
Lors de la période estivale 2011 et 2012, Sunwing Airlines a loué deux Boeing 767-300ER de la portugaise Euro Atlantic Airways afin de se développer sur l'axe transatlantique. Pour la saison 2013/2014, la compagnie optera plutôt pour des partages de codes avec Corsair pour ses vols entre l'aéroport Montréal-Trudeau et Paris puis ArkeFly pour ceux sur l'axe Toronto - Amsterdam.
Pendant l'hiver 2019 lorsque les Boeing 737 MAX 8 ont été cloués au sol, Sunwing a dû louer des 767-300 d’Eastern Airlines.